# Linnaemya polychaeta
Linnaemya polychaeta är en tvåvingeart som beskrevs av Zimin 1963. Linnaemya polychaeta ingår i släktet Linnaemya och familjen parasitflugor. Inga underarter finns listade i Catalogue of Life.